# Войномир

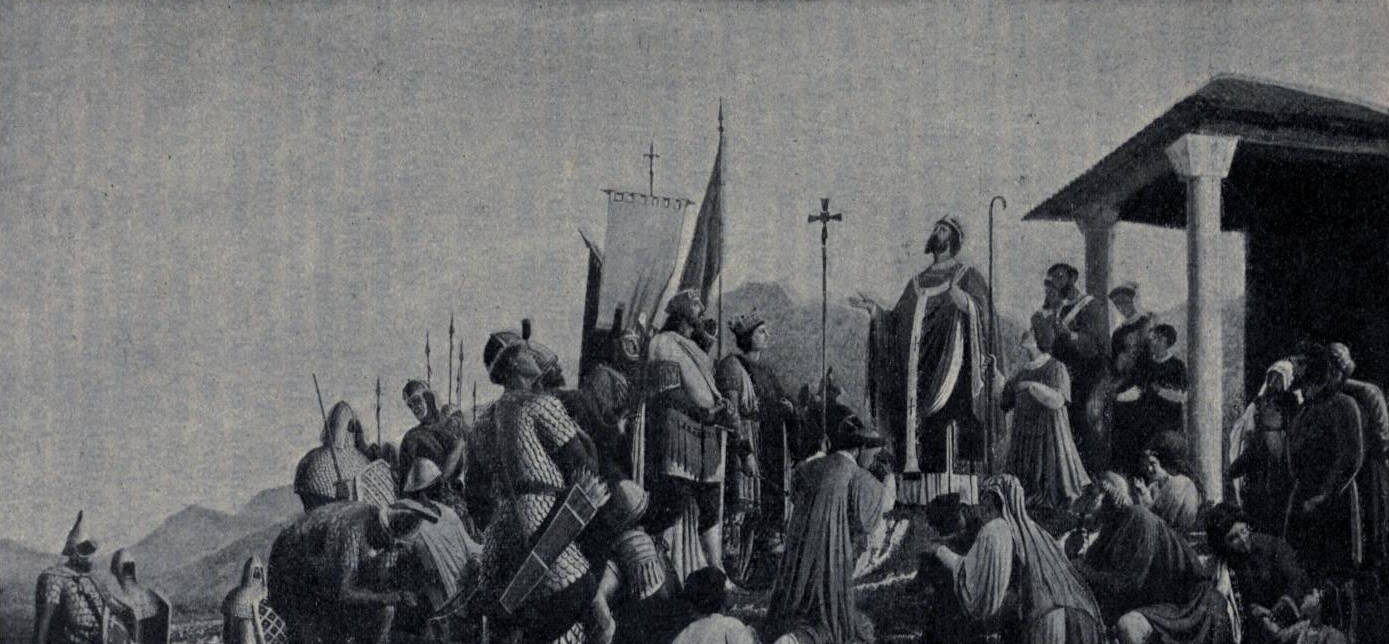
Перед нападом на аварів фріульсько-слов'янські війська отримують благословення від патріарха Аквілейського Пауліна II.

Войномир, (хорв. Vojnomir), (словен. Vojnomir Slovan) — перший правитель Паннонської Хорватії, та можливо Крайни, який правив з 791 по 810 рік. Про цього правителя є безліч незрозумілих речей — від його походження та місця проживання, і до його імені, яке в «Франкських анналах» писалося як Uuonomyro або Uuonomiro.
Відомий тим, що в 796—799 воював на боці франків проти авар. У результаті спільних зусиль Войномира і Карла Великого, авари були вигнані з Хорватії, але Войномир, в обмін на військову допомогу, був змушений прийняти християнство. Деякі автори інтерпретують Войномира як військового лідера франкської армії, і князя Карніоли. Це підтверджується тим фактом, що Крайна була розташована між Фріулі і аварами.